# Wenn die Nacht am tiefsten …
Wenn die Nacht am tiefsten … ist das dritte Studioalbum der Rockband Ton Steine Scherben, das letzte vor einer sechsjährigen Studiopause. Es zeigt erste Anzeichen eines Genrewechsels, also weg vom Polit/Agitrock im Stil des Liedes Macht kaputt, was euch kaputt macht hin zu dem Stil des Liedes Halt dich an deiner Liebe fest. Unter anderem regte Rosa von Praunheim den persönlichen Stil des Albums an.

## Vorgeschichte
In den Jahren von 1973 bis 1974 hatten Ton Steine Scherben immer weniger Lust darauf, die „politische Musikbox“ der linken Szene zu sein. Dazu gehörte schließlich auch, dass man vom Publikum höchstens einen „Solidaritätsbeitrag“ als Eintritt fordern konnte, wovon es sich nicht besonders gut leben ließ. Daraufhin distanzierte sich die Band immer weiter von den Hausbesetzerparolen, auch wenn man den linken Ideen treu blieb. Finanzielle Probleme führten zur Auflösung 1973. Die Trennung hielt nicht lange, aber bei der Wiedervereinigung fehlte der Bassist Kai Sichtermann. Er wurde durch Gino Götz ersetzt, der mit den Scherben schon am Kinderhörspiel Teufel hast du Wind zusammengearbeitet hatte. Außerdem fehlte nach wie vor ein Schlagzeuger (auf dem Album Keine Macht für Niemand hatte hauptsächlich Olaf Lietzau Schlagzeug gespielt). Der Drummer, für den sich Ton Steine Scherben nach Olaf Lietzau entschieden, war der in Reichenberg bei Würzburg geborene Funky K. Götzner. In dieser Besetzung beschloss man Anfang 1974, eine neue LP zu produzieren.

## Titelliste

### LP 1
1. Heut Nacht (Ralph Möbius, R.P.S. Lanrue) – 6:15
2. Samstag Nachmittag (Möbius, Lanrue) – 5:01
Das Lied kam (ohne Musik) in einem Theaterstück der Roten Steine vor. Die neue Vertonung enthält ein musikalisches Zitat aus Macht kaputt, was euch kaputt macht (das Gitarrenriff, mit dem ein vorbeifahrendes Polizeiauto imitiert wird).
3. Guten Morgen (Nikel Pallat, Möbius) – 4:16
4. Durch die Wüste (Möbius, Lanrue) – 4:59
Das Lied ist ein Science-Fiction-Stück. Der Titel ist der eines Romans von Karl May. Ab dem zweiten Album hatten Ton Steine Scherben auf jedem ihrer Alben solch ein Stück.
5. Nimm den Hammer (Möbius, Lanrue) – 5:22
Das Lied ist eine Adaption des Skiffle-Songs Take This Hammer.
6. Ich geh weg (Möbius, Lanrue) – 3:23
Das Lied wurde in Irland während eines Urlaubs geschrieben.
7. Halt dich an deiner Liebe fest (Möbius, Lanrue) – 6:58
8. Wir sind im Licht (Pallat, Lanrue) – 5:31

### LP 2
1. Wenn die Nacht am tiefsten … (Möbius, Lanrue) – 3:31
Das Lied wurde in Irland während eines Urlaubs geschrieben. Der Titel ist die erste Hälfte des zentralen Satzes: "Wenn die Nacht am tiefsten ist / ist der Tag am nächsten."
2. Land in Sicht (Möbius, Lanrue) – 7:11
Das Lied hatte ursprünglich einen englischen Text. Es war zu Produktionsbeginn bereits 3 Jahre alt.
3. Komm an Bord (Möbius, Lanrue) – 9:14
4. Steig ein (Möbius, Lanrue) – 20:50
Das Lied ist mit knapp 21 Minuten das längste Lied der Band. Es besteht aus drei Teilen: Einem langen Intro, in dem Möbius von einer Traumvision erzählt, dem eigentlichen Song, und einem langen Schlussjam, indem sich Zitate aus älteren Scherben-Songs (Der Kampf geht weiter und Allein machen sie dich ein), sowie neuen Songs (Heut Nacht und Nimm den Hammer) finden lassen.

## Besetzung
- Ralph Möbius – Gesang, Gitarre, Keyboard
- R.P.S. Lanrue – Gitarre, Chor
- Werner „Gino“ Götz – Bass, Saxophon
- Nikel Pallat – Gesang
- Funky K. Götzner – Schlagzeug
- Jörg Schlotterer – Querflöte
- Jako Benz – Gitarre
- Vegas von Trantor – Percussion
- Angie Olbrich – Chor
- Britta Neander – Chor
- Gaby Borowski – Chor
- Richard Borowski – Ton
- Gert Möbius – Originalcover